# Эксимер
Эксимер (англ. excimer; первоначально сокращение для возбуждённый димер от англ. excited dimer) — короткоживущая димерная или гетеродимерная молекула, сформированная из двух видов атомов, по крайней мере один из которых находится в электронном возбуждённом состоянии. Этот материал используется в качестве рабочего тела эксимерного лазера и эксиламп. Эксимеры зачастую двухатомные и формируются между двумя атомами или молекулами, которые не образовывали бы химическую связь, если оба были бы в основном состоянии. Время жизни эксимеров очень мало, обычно составляет считанные наносекунды. Связывание нескольких атомов в кластер ридберговской материи может увеличивать время жизни до секунд.

## Известные эксимеры
- LiHe[3]
- HeF
- HeCl
- HeH
- HeNe
- NeH
- NeCl
- NeF
- XeCl и др.